# Bugaj (Pińczów)
Pour les articles homonymes, voir Bugaj.
Bugaj est une localité polonaise de la gmina et du powiat de Pińczów en voïvodie de Sainte-Croix.